# 대한민국 헌법 제59조
대한민국 헌법 제59조는 대한민국 헌법의 조항이다. 국회의원의 의무에 대해서 서술하고 있다.

## 본문
조세의 종목과 세율은 법률로 정한다.

## 같이 보기
- 대한민국 헌법 제3장
- 대한민국 국회